# Mount Joy (Pennsylvania)
Mount Joy település az Amerikai Egyesült Államok Pennsylvania államában, Lancaster megyében. Lakosainak száma 8325 fő (2020. április 1.).

## Népesség
A település népességének változása:

| 2010 | 7 410 |
| 2020 | 8 325 |